# Lelești (okręg Gorj)
Lelești – wieś w Rumunii, w okręgu Gorj, w gminie Lelești. W 2011 roku liczyła 1286 mieszkańców.